# 高材生 (电影)
《A+瞎妹》（英語：Booksmart）是一部2019年上映的美国青少年喜剧片，由奧利維亞·魏爾德指导（导演处女作），编剧是艾米莉·哈尔彭，莎拉·哈斯金斯，苏珊娜·福格尔和凯蒂·西尔伯曼。比妮·费尔德斯坦和凯特琳·德弗作为两个即将毕业的女高中生，她们打算在上课的最后一天打破规则并参加聚会。参演的还有杰西卡·威廉姆斯、威爾·福爾特、丽莎·库卓和傑森·蘇戴西斯。威爾·法洛和亞當·麥凱担任执行制片人。
本片于2019年3月10日在西南偏南电影节上首映，院线于5月24日由聯美发行上映。在获得评论家的好评的同时，本片票房超过2400万美元。费尔德斯坦因她在片中的表演提名第77屆金球獎最佳音乐及喜剧类电影女主角.
评论网站爛番茄将《A+瞎妹》列为2010年代排名第一的喜剧片。

## 劇情
艾美和茉莉這對高中學霸，是死忠兼換帖的好姊妹。兩人即將步入大學之際，才驚覺過去四年錯過多少玩樂機會，於是決定在畢業典禮的前一晚徹底解放，將過去沒有玩到的，在一個晚上一次補足。

## 演员

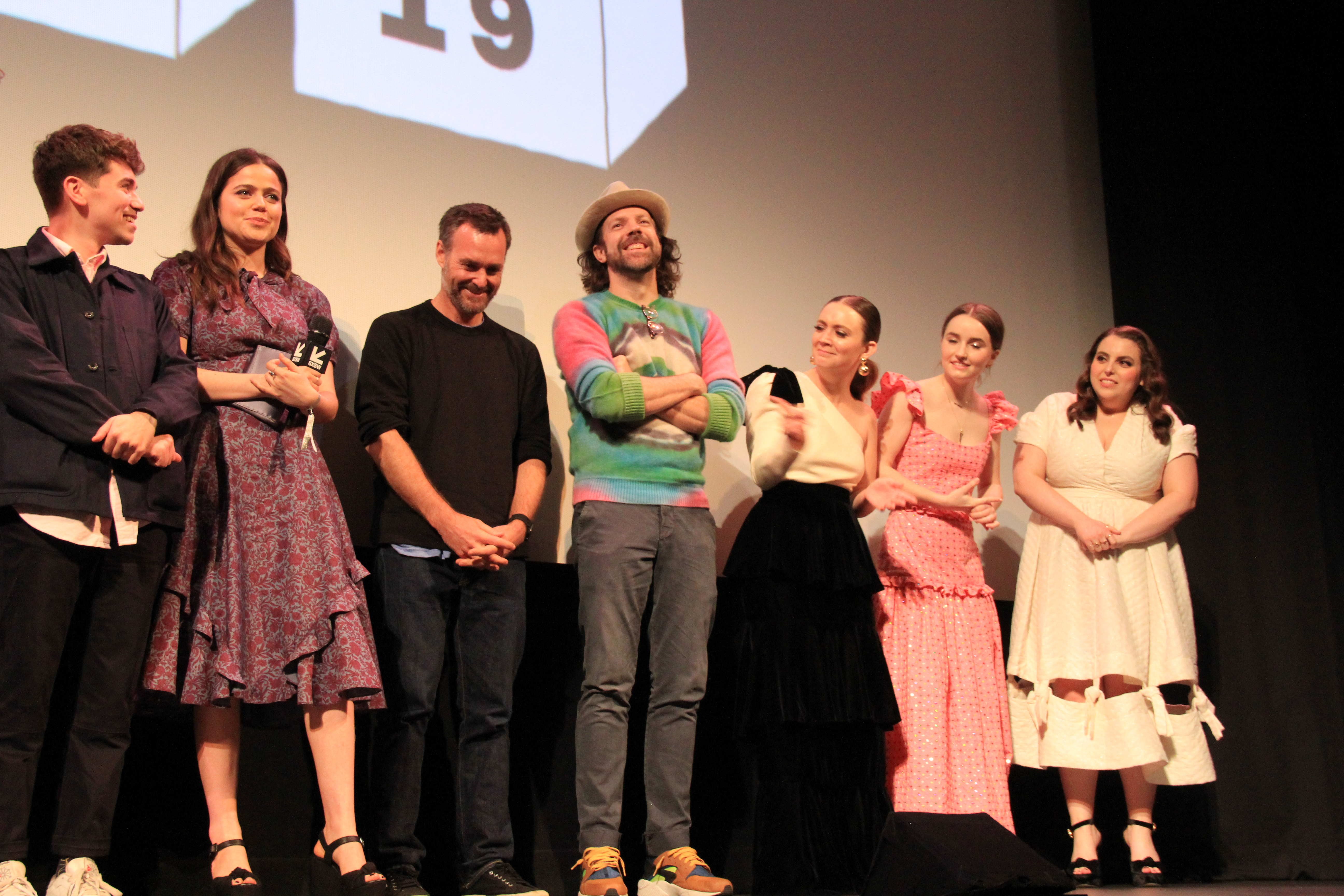
（从左往右）诺亚·盖尔文，莫莉·戈登，威爾·福爾特，傑森·蘇戴西斯，比莉·盧德，凯特琳·德弗和比妮·费尔德斯坦在本片西南偏南电影节首映仪式上。

- 比妮·费尔德斯坦 飾演 茉莉·戴維森(Molly Davidson)
- 凯特琳·德弗 飾演 艾美·安斯勒(Amy Antsler)
- 杰西卡·威廉姆斯 飾演 范恩小姐(Miss Fine)
- 丽莎·库卓 飾演 夏梅·安斯勒(Charmaine Antsler)
- 威爾·福爾特 飾演 道格·安斯勒(Doug Antsler)
- 傑森·蘇戴西斯 飾演 傑森·布朗校長(Principal Jordan Brown)
- 比莉·盧德 飾演 琪琪(Gigi)
- 莫莉·戈登 飾演 「3A」安娜貝爾(Annabelle aka "Triple A")
- 诺亚·盖尔文（英语：Noah Galvin） 飾演 喬治(George)

## 制作

### 拍摄
主体拍摄于2018年5月在圣费尔南多谷附近进行。
魏爾德和生产设计师凯蒂·拜伦装饰了电影中卧室，其中包括奖杯和著名美国女性米歇尔·奥巴马和露絲·貝德·金斯堡的描写。

## 发行
本片于2019年3月10日在西南偏南电影节中全球首映。院线于5月24日发行上映。同一日在法国的Netflix上线。

### 家庭媒体
《A+瞎妹》于2019年8月20日开始数字发行，并于2019年9月3日发布DVD和Blu-ray版本

## 反响

### 票房
在美国和加拿大，《A+瞎妹》的总收入为2268万美元，在其他地区为218万美元，全球总收入为2486万美元。
英国是本片北美以外最大的市场，上映七个星期后，票房收入约为180万美元（150万英镑）。

### 评论
本片得到了极高的評價。爛番茄根據322條評論，持有97%的新鮮度，平均得分8.28／10。在Metacritic上，電影獲得84分。
2023年3月，本片在爛蕃茄發表「270部由21世紀女性執導的電影佳作」清單榜上有名。

### 荣誉
| 年份 | 奖项   | 类别                       | 得奖人          | 结果 | 备注   |
| ---- | ------ | -------------------------- | --------------- | ---- | ------ |
| 2020 | 金球獎 | 最佳音乐及喜剧类电影女主角 | 比妮·费尔德斯坦 | 提名 | [ 17 ] |